# Ophrys bourdon
Ophrys fuciflora · Ophrys frelon
«  Ophrys frelon » redirige ici. Pour les autres significations, voir Frelon.
Pour les articles homonymes, voir Ophrys et Bourdon.
Espèce
Statut CITES
Classification phylogénétique
L'Ophrys bourdon ou Ophrys frelon (Ophrys fuciflora) est une espèce de plantes à fleurs de la famille des Orchidaceae. C'est une orchidée terrestre européenne.

## Synonymes
- Arachnites fuciflorus F.W.Schmidt[1]
- Arachnites oxyrhynchus Tod.[1]
- Epipactis arachnites (Scop.) F.W.Schmidt[1]
- Ophrys aegirtica P.Delforge[1]
- Ophrys baeteniorum P.Delforge[1]
- Ophrys candica subsp. minoa C.Alibertis & A.Alibertis[1]
- Ophrys chestermanii (J.J. Wood) Gölz & H.R. Reinhard (préféré par BioLib)[2]
- Ophrys dinarica Kranjcev & P.Delforge[1]
- Ophrys episcopalis Poir.[1]
- Ophrys flavescens Sassenf.[1]
- Ophrys fuciflora subsp. chestermanii (J.J. Wood) H. Blatt & W. Wirth[2]
- Ophrys gresivaudanica O.Gerbaud[1]
- Ophrys halia Paulus[1]
- Ophrys holosericea subsp. holosericea
- Ophrys holosericea subsp. chestermanii J.J. Wood[2]
- Ophrys kranjcevii P.Delforge[1]
- Ophrys linearis (Moggr.) P.Delforge, Devillers & Devillers-Tersch.[1]
- Ophrys malvasiana S.Hertel & Weyland[1]
- Ophrys nicotiae Zodda[1]
- Ophrys obscura Beck[1]
- Ophrys pharia Devillers & Devillers-Tersch.[1]
- Ophrys saliarisii Paulus & M.Hirth[1]
- Ophrys tili M.Hirth & H.Spaeth[1]
- Ophrys untchjii (M.Schulze) P.Delforge[1]
- Orchis arachnites Scop.[1]

## Liste des sous-espèces et variétés
Selon The Plant List (20 février 2023) :
- Ophrys fuciflora subsp. andria (P.Delforge) Faurh.
- Ophrys fuciflora subsp. apulica O.Danesch & E.Danesch
- Ophrys fuciflora subsp. biancae (Tod.) Faurh.
- Ophrys fuciflora subsp. bornmuelleri (M.Schulze) B.Willing & E.Willing
- Ophrys fuciflora subsp. candica E.Nelson ex Soó
- Ophrys fuciflora subsp. chestermanii (J.J.Wood) H.Blatt & W.Wirth
- Ophrys fuciflora subsp. elatior (Paulus) R.Engel & Quentin
- Ophrys fuciflora subsp. grandiflora (H.Fleischm. & Soó) Faurh.
- Ophrys fuciflora subsp. lacaitae (Lojac.) Soó
- Ophrys fuciflora subsp. oxyrrhynchos (Tod.) Soó
- Ophrys fuciflora subsp. parvimaculata O.Danesch & E.Danesch
- Ophrys fuciflora var. ziyaretiana (Kreutz & Ruedi Peter) Faurh. & H.A.Pedersen

## Description

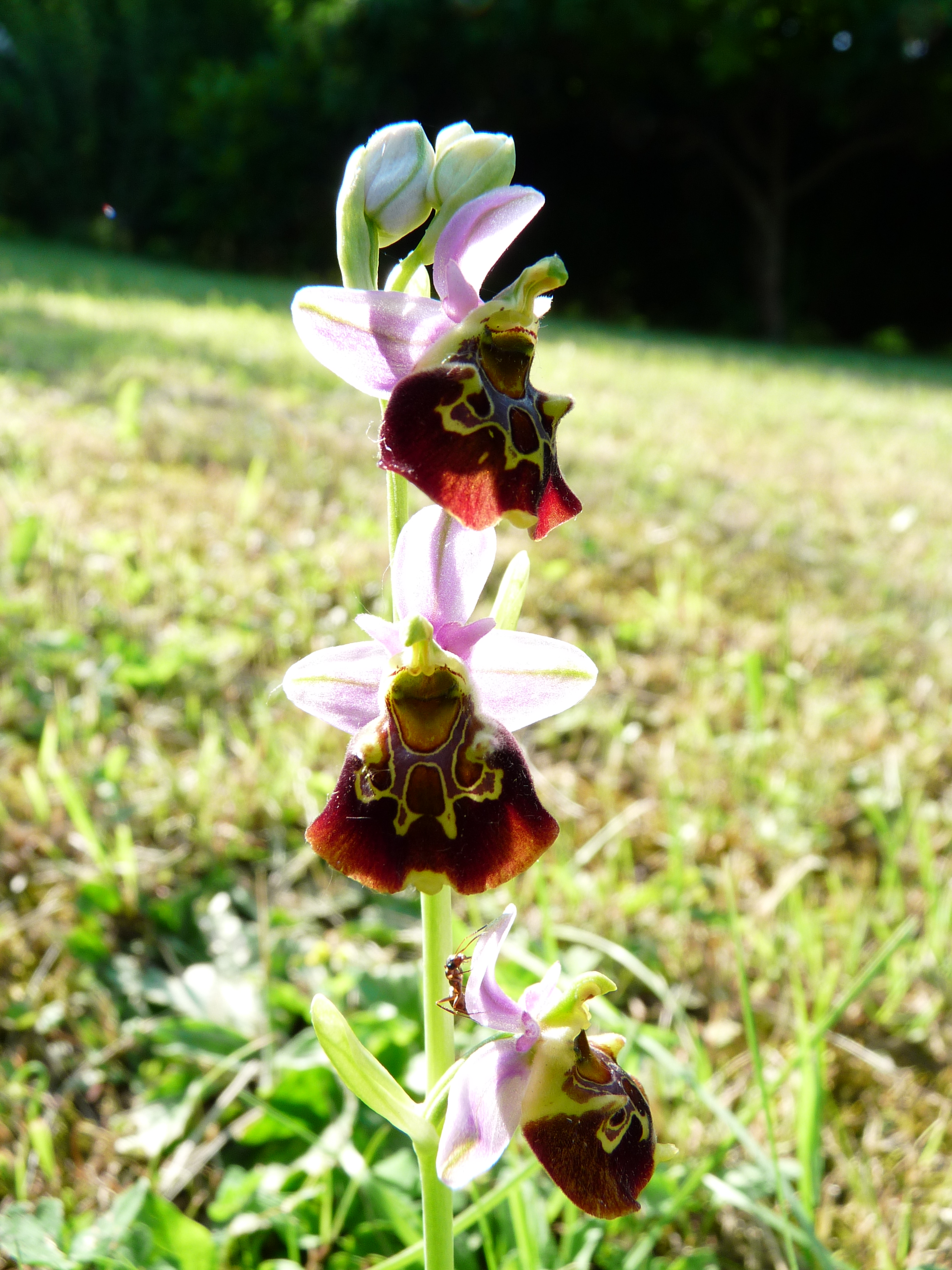
Ophrys fuciflora (Ophrys bourdon) en France.

Les fleurs sont organisées en un épi lâche. Les sépales peuvent être roses, pourpres ou blanchâtres. Le labelle cordiforme de 9 à 13 mm pointe vers l'avant avec un motif violet ou bleu bordé de jaunâtre. La pollinisation est réalisée grâce aux abeilles mâles du genre Eucera. L'autopollinisation est possible. Hauteur : 20 à 40 cm.

## Floraison
Juin-juillet.

## Habitat
Elle peut se développer dans les prés, les lisières des champs, les bords des routes, les gazons ras, les versants des collines, etc. sur sol calcaire.

## Aire de répartition
Elle se rencontre jusqu'à 1 300 mètres d'altitude, en France, en Allemagne, dans le sud de la Belgique, dans le sud-est de la Grande-Bretagne, dans le centre et le sud de l'Europe où existent de nombreuses sous-espèces.

## Philatélie
Cette espèce est représentée sur des timbres préoblitérés français émis en 2002.

## Vulnérabilité
L'espèce est classée "LC" : Préoccupation mineure. En France, elle est protégée en Meurthe-et-Moselle et dans les régions Centre-Val de Loire, Haute-Normandie et Basse-Normandie.